# Operação Ofensiva Estratégica Belgorod-Carcóvia
A Operação Ofensiva Estratégica Belgorod-Carcóvia foi uma ofensiva das Forças Armadas Soviéticas no teatro oriental da Segunda Guerra Mundial, visando recapturar Belgorod e Carcóvia e destruir as forças alemãs do 4º Exército Panzer e do Destacamento de Exército Kempf.
A operação recebeu o codinome Operação Polkovodets Rumiantsev (em russo:  Полководец Румянцев), em homenagem ao marechal de campo do século XVIII Piotr Rumiantsev, e foi conduzida pela Frente de Voronej e a Frente da Estepe no setor sul do saliente de Kursk. A batalha também é chamada, de maneira abreviada, Operação Rumiantsev, e, por fontes alemãs, quarta batalha de Carcóvia.
A ofensiva soviética começou na madrugada de 3 de agosto de 1943, com o objetivo de acompanhar o bem sucedido esforço defensivo contra a Operação Cidadela alemã. A ofensiva foi dirigida contra o flanco norte do Grupo de Exércitos Sul alemão. No dia 23 de agosto, as tropas das frentes de Voronej e da Estepe haviam conseguido recapturar Carcóvia, e essa foi a última vez que Carcóvia mudou de mãos durante a Guerra Soviética-Alemã. A operação levou à retirada das forças alemãs na Ucrânia, atrás do rio Dniepre, e preparou o terreno para uma nova batalha em Kiev do outono de 1943.

## Contexto
Operação Rumiantsev tinha sido planejado pela Stavka para ser a maior ofensiva soviética no verão de 1943. No entanto, devido às pesadas perdas sofridas durante a Batalha de Kursk em julho, foi necessário tempo para as formações soviéticas se recuperarem e se reagruparem. A operação começou em 3 de agosto, com o objetivo de derrotar o 4º Exército Panzer, o Destacamento de Exércitos Kempf e a ala sul do Grupo de Exércitos Sul. Esperava-se também que o 1º Exército Panzer alemão e o 6º Exército recém-reformado fossem encurralados pelo avanço das forças do Exército Vermelho em direção ao Mar de Azov.
As forças soviéticas incluíam a Frente de Voronej e a Frente da Estepe, que somavam cerca de 1.144.000 homens com 2.418 tanques e 13.633 peças de artilharia e lançadores de foguetes. Contra isso, o exército alemão tinha 200 mil homens e 237 tanques e armas de assalto. 

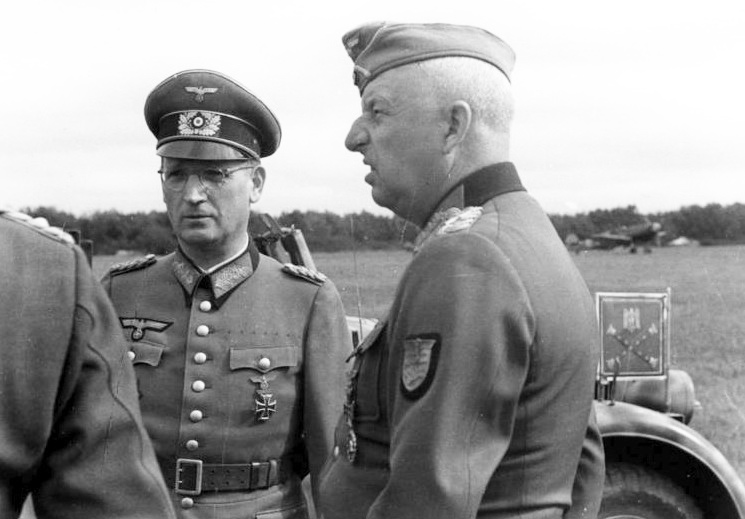
Manstein (à direita) e seu chefe de gabinete, Hans Speidel.

O comandante do Grupo de Exércitos Sul alemão, general Erich von Manstein, havia antecipado que os soviéticos lançariam um ataque através dos rios Dniepre e Mius, em uma tentativa de atingir o Mar Negro, cortando a porção sul do Grupo de Exércitos Sul, no que viria a ser uma repetição do desastre alemão em Stalingrado. Quando a Frente Sul soviética e a Frente Sudoeste lançaram um ataque desse tipo em 17 de julho, os alemães responderam transferindo para o sul o II Corpo Panzer SS, o XXIV Corpo de Exército e o XLVIII Corpo Panzer, a fim de combater a ofensiva soviética. Na verdade, essas operações soviéticas eram parte de uma estratégia de maskirovka, e tinham a intenção de afastar as forças alemãs do ataque principal, isso é, dissipar as reservas alemãs antes de seu principal ataque.
O plano soviético exigia que os 5º e 6º exércitos "da Guarda" e o 53º Exército atacassem um setor de 30 km de largura, apoiado por uma pesada concentração de artilharia, e quebrassem as cinco linhas defensivas alemãs entre Kursk e Carcóvia. Os dois primeiros desses exércitos haviam sofrido o impacto do ataque alemão na Operação Cidadela. Apoiados por dois corpos móveis adicionais, o 1º Exército de Tanques e o 5º Exército Blindado da Guarda, ambos reequipados após o término da Operação Cidadela, atuariam como grupos móveis e desenvolveriam o avanço ao cercar Carcóvia, do norte e do oeste. O 1º Exército de Tanques de Mikhail Katukov formaria a linha de cerco externa voltada para o oeste, enquanto o 5º Exército de Blindados da Guarda, de Pável Rotmistrov formaria a linha interna voltada para a cidade. Um ataque secundário a oeste do avanço principal seria conduzido pelos 27º e 40º exércitos, com o apoio de quatro corpos de tanques separados. Enquanto isso, a leste e sudeste, os 69º e o 7º exército da Guarda, seguidos pelo 57º Exército da Frente Sudoeste, deveriam se juntar ao ataque.

## Operação ofensiva
Em 3 de agosto, a ofensiva foi iniciada com uma pesada barragem de artilharia dirigida contra as posições defensivas alemãs. Embora os defensores alemães lutassem tenazmente, os dois exércitos de tanques envolvidos na batalha não puderam ser parados. Em 5 de agosto, os soviéticos romperam as linhas defensivas alemãs, entraram nas áreas de retaguarda e capturaram Belgorod, avançando cerca de 60 km. Com investidas poderosas vindas do norte e do leste, os atacantes dominaram os defensores alemães.

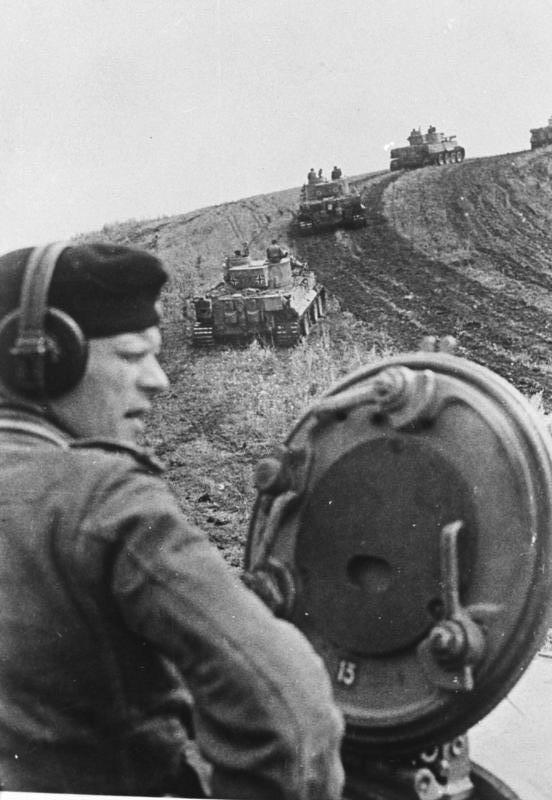
Tanques Tiger I avançar sobre uma encosta perto Belgorod, em agosto de 1943.

As reservas alemãs foram deslocadas do setor de Oriol e do norte do Donbas, numa tentativa de conter a maré e desacelerar os ataques soviéticos. O sucesso dessa estratégia limitou-se à divisão "Grossdeutschland" atrasando o 40º Exército soviético por um dia. Sete divisões panzer e motorizadas que compunham o III Corpo, junto com quatro divisões de infantaria, foram reunidas para contra-atacar o flanco das forças soviéticas que avançavam, mas foram paradas. Depois de nove dias, a 2ª Divisão SS Das Reich e a 3ª Divisão SS Totenkopf chegaram e iniciaram um contra-ataque contra os dois exércitos soviéticos perto de Bogodukhov, a 30 km a noroeste de Carcóvia. Nas batalhas blindadas de poder de fogo e manobra que se seguiram, as divisões da SS destruíram um grande número de tanques soviéticos. Para ajudar o 6º   Exército da Guarda e o 1º Exército de Taques, o 5º Exército de Tanques da Guarda se juntou às batalha. Todos os três exércitos soviéticos sofreram pesadamente, e os exércitos de tanques perderam mais de 800 dos seus 1.112 tanques. Esses reforços soviéticos pararam o contra-ataque alemão, mas seus planos ofensivos adicionais foram impedidos.
Com o avanço soviético em torno de Bogodukhov parado, os alemães começaram a tentar fechar a brecha entre Akhtirka e Krasnokutsk. O contra-ataque começou em 18  de agosto, e em 20 de agosto as divisões Totenkopf e Großdeutschland encontraram-se por detrás das unidades soviéticas. Partes de dois exércitos soviéticos e dois corpos de tanques estavam presos, mas as unidades presas eram muito mais numerosas do que as unidades alemãs. Muitas unidades soviéticas foram capazes de sair, sofrendo pesadas baixas. Após este revés, as tropas soviéticas concentraram-se em Carcóvia, e capturaram-na depois de pesados combates em 23   agosto.
A batalha é geralmente referida como a Quarta Batalha de Carcóvia, pelos alemães, e como a Operação Ofensiva Estratégica Belgorod–Carcóvia, pelos soviéticos. A operação soviética foi executada em dois eixos primários, um no eixo Belgorod-Carcóvia, e outro no eixo Belgorod-Bogodukhov.
No primeiro dia, as unidades da Frente de Voronej rapidamente penetraram as defesas da linha de frente alemã, na fronteira do 4º Exército Panzer e do Destacamento de Exércitos Kempf, entre Tomarovka e Belgorod, e ganharam 100 km em um setor ao longo da linha Akhtirka - Bogodukhov - Olshani - Zolochev, junto às margens do rio Merla. Eles foram finalmente interrompidos em 12 de agosto, por unidades blindadas do III Corpo Panzer. Em 5 de agosto de 1943, o XI Corpo evacuou a cidade de Belgorod.
Após a retirada de Belgorod, na noite de 5 e 6 de agosto de 1943 o XI Corpo de Exército, sob o comando de Erhard Raus, mantinha posições defensivas ao sul da cidade, entre os rios Donets e Lopan, ao norte de Carcóvia. O XI Corpo de Exército consistia de um Kampfgruppe das 167ª, 168ª, 106ª, 198ª e 320ª divisões de infantaria e da 6ª Divisão Panzer, que atuava como a reserva do corpo.b Esse conjunto de tropas ocupava um profundo saliente a leste nas linhas soviéticas, e estava sujeito a tentativas de flanqueamento por seu lado esquerdo. De fato, unidades blindadas soviéticas já haviam aparecido por detrás da linha de frente do corpo, e o XI Corpo de Exército fez uma série de retiradas em direção a Carcóvia, para evitar o cerco.
Os soviéticos alcançaram as defesas finais ao norte da cidade em 12 de agosto de 1943, após os avanços do 57º e 69º exércitos em vários setores da linha de frente, a desintegração da 168ª Divisão de Infantaria, e a intervenção de tropas da sua reserva. Quando suas tentativas de forçar um avanço na linha Bogodukhov-Olshani-Zolochev se frustraram ao longo do rio Merla, a Frente da Estepe dirigiu seus ataques para Korotich, um setor controlado pela 2ª Divisão Panzer SS Das Reich para cortar a ligação ferroviária Poltava-Carcóvia. Seguiram-se ferozes lutas, nas quais Korotich foi capturada pelo 5º Corpo Mecanizado da Guarda e posteriormente recapturado por granadeiros da 2ª Divisão SS. Contudo, o 5º Exército de Blindados da Guarda finalmente cortou a ligação ferroviária em 22 de agosto de 1943.
A perda desta linha vital de comunicação foi um duro golpe para a capacidade do Destacamento de Exércitos Kempf em defender a cidade dos constantes ataques do Exército Vermelho. Isso significou atrasos críticos de suprimentos e reforços, e a posição da unidade estava se tornando cada vez mais insustentável. O caminho para Poltava agora permanecia aberto, mas Nikolai Vatutin hesitou em avançar, enquanto os alemães que flanqueavam a abertura mantinham-se firmes. Em vez disso, ele manobrou os exércitos de seu flanco esquerdo - o 5º Exército de Blindados da Guarda e o 5º Exército da Guarda - contra a frente ocidental do Destacamento de Exércitos Kempf, onde as 2ª e 3ª Divisões Panzer SS lutaram para manter a frente inclinada para o sudoeste, longe de Carcóvia.
Na frente leste, a mais fraca do Destacamento de Exércitos Kempfmpf, o 57º Exército soviético limpou a margem direita do Donets, entre Chuguiev e Zmiev, mas o comando do exército de alguma forma não conseguiu chegar a um avanço em grande escala.
Essas ameaças levaram a um pedido do general Werner Kempf de abandonar a cidade em 12 de agosto de 1943. Erich von Manstein não objetou, mas Adolf Hitler respondeu com uma ordem de que a cidade deveria ser mantida "sob todas as circunstâncias". A previsão de que a ordem de manter Carcóvia produziria "outra Stalingrado", levou Mansteinem a liberar Kempf, em 14 de agosto de 1943, e nomear o general Otto Wöhler em seu lugar. Poucos dias depois, o Destacamento de Exércitos Kempf foi renomeado 8º Exército. A região da Carcóvia constituía agora um profundo saliente alemão a leste, o que impedia que o exército vermelho fizesse uso desse centro vital de tráfego e abastecimento. Na sequência de relatos arrogantes feitos pela rádio soviética de que as tropas soviéticas tinham entrado na cidade, quando na verdade ela ainda estava na posse do XI Corpo de Exército, Josef Stalin ordenou pessoalmente a sua captura imediata. O general Raus, o oficial que comanda a cidade, mais tarde discorreu sobre esse episódio:
"Ficou claro que os russos não fariam um ataque frontal ao saliente da Carcóvia, mas tentariam romper a parte mais estreita do arco defensivo do XI Armeecorps, a oeste da cidade, a fim de cercar a cidade. Nós implantamos todas as armas antitanque disponíveis no limite norte do gargalo, que se erguia como um bastião, e colocamos inúmeros canhões de 88mm no terreno alto. Essa defesa antitanque por si só não teria sido suficiente para repelir o esperado massivo ataque soviético com tanques, mas no último momento reforços do Regimento Panzer "Das Reich" chegaram com uma forte força Panzer, eu imediatamente a despachei para o setor mais ameaçado. Os noventa e seis tanques Panther, trinta e cinco tanques Tiger, e vinte e cinco canhões de assalto Sturmgeschütz III mal haviam tomado suas posições em 20 de agosto de 1943, quando o primeiro ataque em larga escala começou. Contudo, os tanques russos foram reconhecidos enquanto ainda estavam avançando lentamente por aldeias e planícies de inundação de um vale de riacho. Em poucos minutos, Stukas fortemente carregados entraram em formação de cunha e lançaram suas cargas de destruição em mergulhos cronometrados, nos tanques inimigos capturados nessa área congestionada. Geisers escuros de terra irromperam em direção ao céu, e foram seguidas por fortes trovões e choques que se assemelhavam a um terremoto. Essas eram as mais pesadas bombas de duas toneladas, projetadas para uso contra navios de guerra, que eram tudo o que a Luftflotte 4 havia deixado para combater o ataque russo. Logo todas as aldeias ocupadas por tanques soviéticos estavam em chamas. Um mar de poeira e nuvens de fumaça, iluminadas pelo sol poente, pairava sobre o vale do riacho, enquanto os cogumelos escuros de fumaça dos tanques em chamas se destacavam em contraste. Esse quadro horrível foi testemunha de um ataque que deixou a morte e a destruição em seu rastro, atingindo os russos com tanta força que não puderam mais lançar seu ataque previsto naquele dia, independentemente da ordem de Josef Stalin. Esse golpe tão severo infligido aos soviéticos havia comprado o tempo muito necessário para a XI Armeecorps se reorganizar".
A situação de abastecimento na Carcóvia era agora catastrófica. Tropas de artilharia, depois de disparar suas últimas rodadas, estavam abandonando suas armas para lutar como soldados de infantaria. O depósito de suprimentos do exército tinha cinco trens com peças de tanques, que haviam sobrado de "Zitadelle", mas pouco mais que isso. O alto consumo de munição no último mês e meio reduziu o suprimento deixado para as duas últimas semanas de agosto e as duas primeiras semanas de setembro. Até a virada do mês, o exército teria de se contentar com cinquenta por cento de suas necessidades médias diárias de artilharia e munição para tanques. O XI Corpo do Exército agora tinha uma força de combate de apenas 4.000 soldados de infantaria, um homem para cada dez metros de frente. O general Erhard Raus explicou mais tarde a intensidade dos constantes ataques russos:
"Em 20 de agosto, os russos evitaram agrupar seus tanques, atravessaram o vale simultaneamente em vários lugares e desapareceram nos vastos campos de milho que ficavam à frente de nossas linhas, terminando no leste-oeste da rollbahn a várias centenas de metros da nossa linha de combate. Durante toda a manhã, os tanques soviéticos avançaram, evitando os buracos, até as bordas do sul dos campos de milho, e então avançaram em massa pela estrada em plena vista. Os tanques Panthers de "das Reich" atacaram as principais ondas de T-34 com um forte fogo defensivo, antes que elas pudessem alcançar a nossa linha de batalha principal. Entretanto, ondas e mais ondas [de tanques soviéticos] seguiram, até que tanques russos fluíram [...] e avançara para as nossas posições de batalha. Aqui, uma rede de armas anti-tanques e anti-aéreas, destroiers Hornet 88mm e obuses autopropelidos de 105mm, prenderam os T-34, dividiram-nos em pequenos grupos e abateram um grande número de unidades. As ondas finais ainda estavam tentando forçar um avanço em massas concentradas, quando as armas de assalto autopropulsadas dos Tigers e StuG III, que eram parte de nossa reserva móvel atrás da frente, atacaram a as forças russas e repeliram-nas com pesadas perdas. O preço pago pelo 5º Exército Blindado da Guarda por este assalto em massa foi de 184 tanques T-34 abatidos.

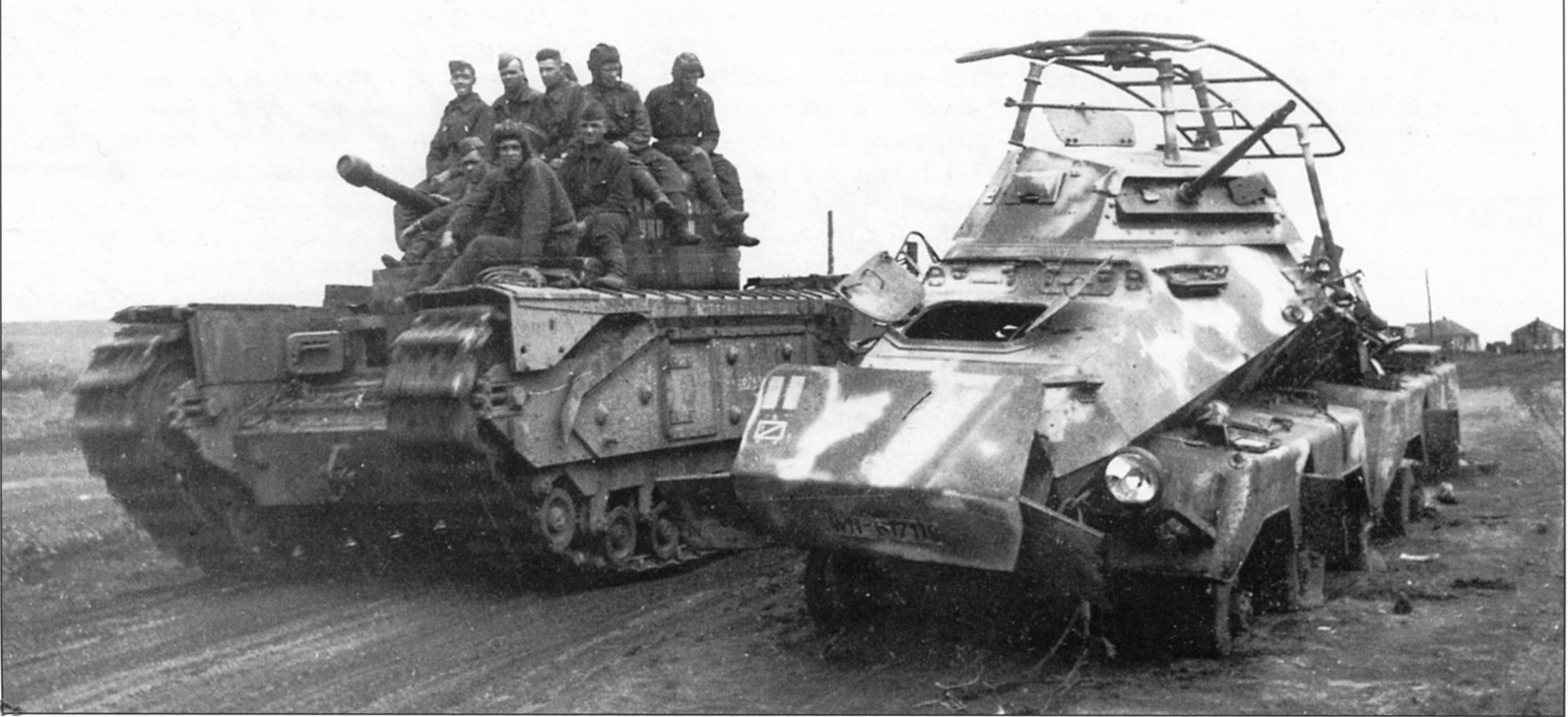
Os soviéticos usaram tanques Churchill Mk. IV na quarta batalha de Carcóvia, em 1943.

Wöhler, reconhecendo o desespero da situação, sabia que os regimentos de infantaria estavam esgotados e não poderiam manter suas posições sem um poderoso apoio da artilharia. Dois dias depois de assumir o comando do 8º Exército, ele também pediu permissão a Manstein para abandonar a cidade. Independentemente da exigência de Hitler de que a cidade fosse mantida, Wöhler e Manstein concordaram que a cidade não poderia ser defendida por muito tempo, dada a força alemã decrescente e o tamanho avassalador das reservas soviéticas.
Em 21 de agosto de 1943, Manstein deu seu consentimento para retirada da Carcóvia. A cidade soviética, em grande parte destruída e que mudara de mãos várias vezes durante a guerra, estava prestes a ser recapturada pelos soviéticos pela última vez. Durante o dia 22 de agosto de 1943, os alemães começaram a retirada da cidade, sob grande pressão dos soviéticos. Os 57º e 69º exércitos avançaram em três frentes, logo ao amanhecer. Os soviéticos sentiram que os alemães estavam evacuando Carcóvia, devido à diminuição do fogo de artilharia e à diminuição da resistência nas linhas de frente. No final do dia, explosões estrondosas foram ouvidas quando os depósitos de munição alemães foram explodidos. Grandes colunas alemãs foram então observadas deixando a cidade, e as tropas soviéticas avançaram para os arredores da cidade. Saindo de Carcóvia, para o sul, os alemães lutaram desesperadamente para manter aberto um corredor através do qual uma retirada poderia ser feita.
Ao longo do corredor, através do qual o 8º Exército evacuou Carcóvia, a artilharia e morteiros soviéticos golpearam as forças em retirada. Aviões se reuniram para atacaram as colunas alemãs deixando a cidade, bombardeando e atirando em homens e veículos. Depois de escurecer, o 89º Exército da Guarda e a 107ª Divisão de Fuzileiros invadiram o interior da cidade, expulsando os últimos destacamentos de retaguarda alemães. Enormes incêndios foram deixados pelos alemães, na esperança de atrasar o avanço soviético. A cidade tornou-se um inferno de fogo e fumaça, cargas de artilharia e combate desesperado, pontuados por explosões de depósitos de armamentos.
Por volta das 2h de 23 de agosto de 1943, elementos da 183ª Divisão de Infantaria entraram no centro da cidade, alcançaram a imensa Praça Dzerzhinski e encontraram com homens da 89ª Divisão de Infantaria. Mais uma vez, as tropas soviéticas içaram uma bandeira vermelha sobre a cidade. Por volta de 11h, Carcóvia e seus arredores haviam sido completamente retomados. A quarta e última batalha pela cidade havia acabado.

## Consequências
Ao restabelecerem uma frente contínua no flanco esquerdo do Grupo de Exércitos Sul, o 4º Exército Panzer e o 8º Exército enfraqueceram o forte golpe soviético, mas para o norte e o sudeste já vinham sendo neutralizados. Empregando o peculiar efeito em ondas que marcava suas ofensivas, o Exército Vermelho, frustrado em um lugar, havia movido para outros. Pela primeira vez na guerra, ele tinha a iniciativa estratégica completa e a estava usando adequadamente. O fracasso da Operação Cidadela fez com que os alemães perdessem permanentemente a iniciativa estratégica na Frente Oriental, sem qualquer esperança de recuperá-la, embora Hitler se recusasse a reconhecer isso. As grandes baixas sofridas pela Wehrmacht, em julho e agosto de 1943, restringiram severamente a capacidade dos grupos do Exército Sul e Centro em reagirem a futuras investidas durante o inverno de 1944. A Operação Polkovodets Rumiantsev, juntamente com a simultânea Operação Kutuzov, marcou a primeira vez na guerra que os alemães foram incapazes de derrotar uma grande ofensiva soviética durante o verão, e recuperar o terreno perdido e a iniciativa estratégica.

As baixas de ambos os lados na operação são difíceis de estabelecer com precisão, devido ao grande número de transferências e desaparecidos. As baixas soviéticas no setor de Belgorod-Carcóvia durante esta operação são estimadas em 71.611 mortos e em 183.955 feridos, com 1.864 tanques, 423 peças de artilharia e 153 aeronaves perdidos. As baixas alemãs foram de pelo menos 10.000 mortos e desaparecidos e 20.000 feridos. As perdas alemãs de tanques são estimadas em números muito menores que as perdas soviéticas de tanques.